# Вулиця Дружби (Тернопіль)
Вулиця Дружби — вулиця у житловому масиві «Дружба» міста Тернополя. Розпочинається від вулиці Мазепи на кільцевій розв'язці, продовжується на перехресті з вулицею Миру та закінчується примиканням до вулиці Орлика.

## Відомості
Рух по вулиці двосторонній, довжина — близько 750 м. До перехрестя з вулицею Миру дорожнє покриття - асфальт, після перехрестя розпочинається вузька частина вулиці з бруківкою.

## Парки
З лівої сторони вулиці знаходиться гідропарк «Сопільче». Ближче до перехрестя з вулицею Миру розташований вхід у нього, цікавий своїм підвісним мостом.

## Установи
- Продуктовий магазин "Пряник" (Дружби, 11Б);
- Зональний сектор №2 (Дружби, 7);
- Перукарня "Шедевр" (Дружби, 9);

## Транспорт
На вулиці є дві зупинки громадського транспорту:
- Вулиця Дружби (до центру) - автобусні маршрути №1, 12, 16, 19, 30, 35, 42, 49, тролейбусні маршрути №3, 5.
- Вулиця Дружби (від центру) - автобусний маршрут №31.